# Sofia Anna Czarnkowska
Sofia Anna Czarnkowska (en polonès Zofii Czarnkowskiej) va néixer a Poznań (Polònia) el 12 de març de 1660 i va morir d'una pneumonia a Wrocław el 2 de desembre de 1701. Era una noble polonesa filla d'Adam Uriel Czarnkowski (1638-1675) i de Teresa Zaleska (1640-1669). Va ser la mare de Caterina Opalińska reina de Polònia i l'àvia de Maria Leszczyńska reina consort de França en casar-se amb Lluís XIV de França.

## Matrimoni i fills
El 4 de desembre de 1678 es va casar a Poznań amb Joan Carol Opaliński (1642-1695), fill de Cristòfol Opalinski (1609-1655) i de Teresa Constança Czarnkowska (1615-1660). El matrimoni va tenir quatre fills:
- Maria, nascuda i morta el 1679.
- Caterina (1680-1743), casada amb el qui seria rei de Polònia Estanislau Lesczynski (1677-1766).
- Un fill nascut mort el 1681.
- Estanislau, nascut i mort el 1682.